# Montrose Manor
Montrose Manor är en ort i Berks County i delstaten Pennsylvania, USA.